# Giovanni Battista Baliani
Giovanni Battista Baliani (* 1582 in Genua; † 1666 ebenda) war ein italienischer Mathematiker und Physiker. Er war Briefpartner von Galileo Galilei.

## Leben
Baliani stammte aus einer wohlhabenden Patrizierfamilie in Genua (sein Vater war Senator), studierte Jura und arbeitete dann für die Republik Genua. Er war 1611 Präfekt der Festung von Savona. 1623 wurde er Gouverneur von Sarzana und 1624 Mitglied des Genueser Senats. 1647 bis 1649 war er Gouverneur von Savona. Danach war er bis zu seinem Tod im Rat von Genua. Er war auch Hauptmann bei den Genueser Bogenschützen.

## Werk
Er korrespondierte viele Jahre mit Galilei, beginnend 1614. Filippo Salviati machte Galilei auf ihn aufmerksam, nachdem er Baliani 1613 getroffen hatte. Zunächst korrespondierten sie über das Gewicht der Luft. Er traf Galilei und Benedetto Castelli 1615 in Florenz.
In Savona wiederholte er auf der Festung Galileis Fallexperiment zum freien Fall: Er ließ Kanonenkugeln von deren Mauern fallen und bemerkte, dass die Fallzeit unabhängig vom Gewicht war.
Es gelang ihm auch, einen Topf Wasser durch Reibung zum Kochen zu bringen, indem er ihn in hohe Rotation versetzte. Das frühe Experiment zeigte die Äquivalenz von mechanischer Arbeit und Wärme.
Sein Hauptwerk ist De motu naturali gravium, fluidorum et solidorum von 1638 (mit vielen Zusätzen neu aufgelegt 1646). Es wurde vor den Discorsi von Galilei aus dem gleichen Jahr veröffentlicht, seine Eigenständigkeit wurde aber wegen seiner Korrespondenz mit Galilei in Frage gestellt. Es enthielt die korrekte  mathematische Beschreibung beschleunigter Bewegung (wie natürlich auch bei Galilei) und die Unterscheidung von träger und schwerer Masse (Gewicht) als agens (aktiv) und passum (passiv). Er behandelte auch Bewegung auf der schiefen Ebene und gleiche Schwingungsperioden unabhängig von der Auslenkung bei Pendeln. Allerdings war er auch noch traditioneller aristotelischer Physik verhaftet. Beispielsweise lehnte er die Wurfparabel ab.
1641 entwickelte er ein Wasser-Barometer. In einem Brief an Galilei 1630 fragte er diesen, warum er mit gewöhnlichen Pumpen Wasser nicht auf 21 m heben konnte (er vermutete schon den Luftdruck als Ursache der Wirkungsweise dieser Pumpe, im Gegensatz zu Galilei) – Galilei gab schon die korrekte Antwort, dass mit solchen Methoden grundsätzlich nur auf rund 11 m Wasser angesaugt werden könne. Das regte Galilei und über ihn Torricelli und später andere berühmte Wissenschaftler (Blaise Pascal, Robert Boyle u. a.) zur Beschäftigung mit diesen Fragen an. Baliani korrespondierte darüber auch mit Marin Mersenne (zu dessen Kreis in Paris Pascal gehörte).
1647 veröffentlichte er eine Abhandlung über die Pest, die er auf chemische Ursachen zurückführte. Dort gibt er auch quantitative Argumente für die Beschränkung von Bevölkerungswachstum durch Krieg und Krankheiten einerseits und Nahrungsmittelproduktion andererseits und seine Argumente zeigen ihn als Vorläufer von Malthus.
Er unterstützte Galileis Theorie der Gezeiten, die auf Bewegung von Erde und Mond zurückgeführt wurde. Seine Ansichten dazu veröffentlichte Giovanni Battista Riccioli 1651 in seinem Almagestum novum. Das wurde von John Wallis und Isaac Newton aufgenommen. Generell war Baliani aber eher Anhänger von Tycho Brahe als von Nikolaus Kopernikus.
Er befasste sich auch mit Überlegungen zum Schiffbau in den 1666 veröffentlichten nachgelassenen Schriften. Darin finden sich auch Überlegungen über Bewegung im Vakuum, optische Experimente mit Prismen, Diskussion von Licht und Fernwirkung. Er befasste sich auch mit elastischen Stößen.
Er führte eine umfangreiche Korrespondenz nicht nur mit Galilei, sondern auch mit anderen Wissenschaftlern wie Marin Mersenne.

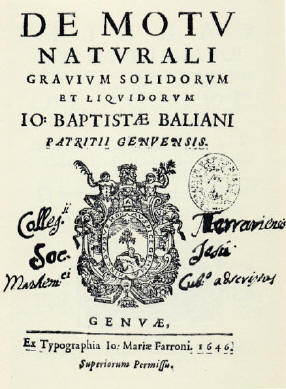
De motu naturali gravium solidorum et liquidorum

## Schriften
- De motu naturali gravium solidorum, Genua 1638
- De motu naturali gravium solidorum et liquidorum, Genua 1646
  - Giovanna Baroncelli (Hrsg.), De motu naturali gravium solidorum et liquidorum, Giunti, Florenz 1998
- Trattato della pestilenza, Savona 1647
- Opere diverse, Genua 1666 — Dialoghi, Dell'amicitia, Delle onde del mare, Trattatello della lettera di cambio, Opuscula
- Opere diverse di Gio. Battista Baliani, patrizio genovese; aggiuntovi nell’avviso a chi legge, una compendiosa notiza di lui vita, Genua 1792
- Der Briefwechsel mit Galilei ist in dessen Werkausgabe.[5]